# Kevin Shinick
Kevin Thomas Shinick (Merrick, 19 marzo 1969) è un attore, produttore cinematografico, regista scrittore, fumettista e doppiatore statunitense.

## Biografia

### Primi anni
Nato in periferia di Long Island, a Merrick, New York, Kevin Shinick vi ha completato le scuole dell'obbligo e ha in seguito frequentato il liceo presso la Sanford H. Calhoun High School, dove conosce e fa amicizia con Debbie Gibson. Successivamente ha proseguito gli studi alla Hofstra University conseguendo due Bachelor: uno in arte e uno in comunicazione.

### La carriera
Un anno dopo la fine del college, Shinick ottiene un ruolo all'interno di The Seagull, spettacolo di Broadway diretto da Tony Randall che vede nel cast anche Ethan Hawke, Laura Linney, Tyne Daly, Jon Voight e Tony Roberts. Successivamente prende parte a Night Must Fall, con Matthew Broderick, The Government, con Lainie Kazan e lavora nuovamente con Randall in The School For Scandal, prima di entrare a far parte del cast di Timon of Athens and Saint Joan, nominato al Tony Award.
Nel 2002 collabora come sceneggiatore per lo show Marvel in live-action Spider-Man Live!. Nel 2005, Shinick fa il suo debutto come regista con It's About Time, commedia romantica vincitrice di diversi premi destinata ad essere l'ultima apparizione del suo amico e mentore Tony Randall.
Shinick ha in seguito lavorato come sceneggiatore o doppiatore a varie serie per numerosi canali; tra cui E!, Spike TV, VH1, Nickelodeon e soprattutto Adult Swim, dove, per il suo lavoro come caposceneggiatore di Robot Chicken, vince un Annie Award nel 2008 e viene nominato agli Emmy Award, che vince nel 2010. Nel frattempo realizza per Cartoon Network una serie animata di sketch comici ispirata a Mad Magazine, che esordisce 6 settembre 2010 e che lo vede rivestire contemporaneamente i ruoli di sceneggiatore, doppiaroe e produttore.
Dal 2009 scrive inoltre fumetti per la DC Comics, principalmente inerenti al personaggio di Batman.
Nel 2016 viene annunciato come autore della nuova serie d'animazione Spider-Man, uscita a partire dal 2017 su Disney XD.

## Vita privata
Shinick è sposato con la collega scrittrice e sceneggiatrice Eileen Myers.

## Filmografia

### Attore

#### Cinema
- Sour Grapes, regia di Larry David (1998)
- Mergers & Acquisitions, regia di Mitchell Bard (2001)
- Pillowfighter, regia di Jamie Greenberg - cortometraggio (2002)
- Rubout, regia di Marylou Tibaldo-Bongiorno (2003)
- Little Kings, regia di Marylou Tibaldo-Bongiorno (2003)
- It's About Time, regia di Kevin Shinick (2005)

#### Televisione
- Where in Time Is Carmen Sandiego? - trasmissione televisiva (1996)
- Houdini, regia di Pen Densham - film TV (1998)
- Senza traccia (Without a Trace) - serie TV, episodio 5x01 (2006)
- Kenan & Kel - serie TV, episodio 3x08 (1998)
- The Awesome Hour, regia di Jeff Sutphen - film TV (2008)
- Trust Me - serie TV, episodio 1x11 (2009)
- Donna's Revenge - serie TV, episodio 1x03 (2010)
- Grimm - serie TV, episodio 2x04 (2012)
- Monday Mornings - serie TV, 2 episodi (2013)
- Major Crimes - serie TV, episodio 2x14 (2013)

### Doppiatore
- Robot Chicken - serie TV, 6 episodi (2007-2013)
- Titan Maximum - serie TV, episodio 1x06 (2009)
- Ugly Americans - serie TV, episodio 1x04 (2010)
- The Looney Tunes Show - serie TV, 2 episodi (2011-2012)
- Team Unicorn - serie TV, 2 episodi (2011-2013)
- Mad- serie TV, 104 episodi (2010-2013)
- Robot Chicken: DC Comics Special, regia di Seth Green - film TV (2012)
- Robot Chicken DC Comics Special II: Villains in Paradise, regia di Seth Green - film TV (2014)

### Regista
- It's About Time (2005)
- Robot Chicken, 20 episodi (2008-2009)

### Sceneggiatore
- It's About Time, regia di Kevin Shinick (2005)
- Robot Chicken - serie TV, 36 episodi (2007-2009)
- The Awesome Hour, regia di Jeff Sutphen - film TV (2008)
- Robot Chicken: Star Wars Episode II, regia di Seth Green (2008)
- Ugly Americans - serie TV, 7 episodi (2010)
- Mad - serie TV, 102 episodi (2010-2013)
- Robot Chicken: Star Wars Episode III, regia di Seth Green (2010)
- Robot Chicken: DC Comics Special, regia di Seth Green - film TV (2012)
- Star Wars Detours, regia di George Lucas (2012)
- Spider-Man, registi vari (2017)

## Doppiatori italiani
Nelle versioni in italiano delle opere in cui ha recitato, Kevin Shinick è stato doppiato da:
- Francesco Pezzulli in Major Crimes